# Wirtschaftszahlen zum Automobil/Niederlande
Dies ist eine Unterseite des Artikels Wirtschaftszahlen zum Automobil. Sie enthält Wirtschaftszahlen der Niederlande.

## PKW-Modellreihen mit dem größten Bestand
| Niederlande | Modellreihe    | Anzahl    |
| ----------- | -------------- | --------- |
| 1           | VW Golf        | 359.296   |
| 2           | Opel Astra     | 270.917   |
| 3           | Opel Corsa     | 195.230   |
| 4           | Ford Escort    | 188.296   |
| 5           | Opel Kadett    | 169.152   |
| 6           | Opel Vectra    | 151.386   |
| 7           | VW Polo        | 135.572   |
| 8           | Mazda 323      | 125.088   |
| 9           | Toyota Corolla | 122.475   |
| 10          | Peugeot 205    | 114.054   |
|             | Sonstige       | 4.707.746 |
|             | Gesamt         | 6.539.212 |

| Niederlande | Modellreihe    | Anzahl    |
| ----------- | -------------- | --------- |
| 1           | VW Golf        | 314.153   |
| 2           | Opel Astra     | 254.908   |
| 3           | Opel Corsa     | 230.176   |
| 4           | VW Polo        | 213.172   |
| 5           | Ford Focus     | 164.375   |
| 6           | Peugeot 206    | 146.327   |
| 7           | Renault Mégane | 134.890   |
| 8           | BMW 3er        | 131.203   |
| 9           | Ford Fiesta    | 125.412   |
| 10          | Renault Twingo | 119.035   |
|             | Sonstige       | 6.301.451 |
|             | Gesamt         | 8.135.102 |

| Niederlande | Modellreihe    | Anzahl    |
| ----------- | -------------- | --------- |
| 1           | VW Golf        | 292.334   |
| 2           | Opel Astra     | 232.694   |
| 3           | Opel Corsa     | 227.548   |
| 4           | VW Polo        | 227.155   |
| 5           | Ford Focus     | 170.515   |
| 6           | Peugeot 206    | 143.979   |
| 7           | Renault Mégane | 143.187   |
| 8           | Renault Twingo | 130.831   |
| 9           | Ford Fiesta    | 130.098   |
| 10          | BMW 3er        | 128.372   |
|             | Sonstige       | 6.315.674 |
|             | Gesamt         | 8.142.387 |

| Niederlande | Modellreihe    | Anzahl    |
| ----------- | -------------- | --------- |
| 1           | VW Golf        | 283.791   |
| 2           | VW Polo        | 229.477   |
| 3           | Opel Corsa     | 224.212   |
| 4           | Opel Astra     | 217.240   |
| 5           | Ford Focus     | 179.125   |
| 6           | Renault Mégane | 144.594   |
| 7           | Peugeot 206    | 141.868   |
| 8           | Ford Fiesta    | 133.923   |
| 9           | Renault Twingo | 131.480   |
| 10          | BMW 3er        | 129.479   |
|             | Sonstige       | 6.338.708 |
|             | Gesamt         | 8.153.897 |

| Niederlande | Modellreihe    | Anzahl    |
| ----------- | -------------- | --------- |
| 1           | VW Golf        | 280.369   |
| 2           | VW Polo        | 231.121   |
| 3           | Opel Corsa     | 223.158   |
| 4           | Opel Astra     | 204.906   |
| 5           | Ford Focus     | 179.422   |
| 6           | Peugeot 206    | 139.422   |
| 7           | Ford Fiesta    | 139.333   |
| 8           | Renault Mégane | 135.964   |
| 9           | Renault Clio   | 133.573   |
| 10          | Renault Twingo | 130.783   |
|             | Sonstige       | 6.394.519 |
|             | Gesamt         | 8.192.570 |

## PKW-Modellreihen mit den größten Verkaufszahlen
| Niederlande | Modellreihe    | Anzahl  |
| ----------- | -------------- | ------- |
| 1           | Peugeot 307    | 25.241  |
| 2           | Peugeot 206    | 19.204  |
| 3           | VW Golf        | 13.604  |
| 4           | Opel Astra     | 13.034  |
| 5           | Ford Focus     | 12.962  |
| 6           | Renault Scénic | 11.618  |
| 7           | Opel Corsa     | 11.528  |
| 8           | Renault Mégane | 9.470   |
| 9           | Opel Zafira    | 9.443   |
| 10          | Renault Laguna | 9.098   |
|             | Sonstige       | 353.639 |
|             | Gesamt         | 488.841 |

| Niederlande | Modellreihe    | Anzahl  |
| ----------- | -------------- | ------- |
| 1           | Peugeot 307    | 22.508  |
| 2           | VW Golf        | 16.889  |
| 3           | Peugeot 206    | 15.262  |
| 4           | Renault Scénic | 14.703  |
| 5           | Ford Focus     | 13.688  |
| 6           | Opel Astra     | 12.981  |
| 7           | Renault Mégane | 12.097  |
| 8           | Fiat Panda     | 9.696   |
| 9           | Opel Corsa     | 8.848   |
| 10          | Opel Meriva    | 8.426   |
|             | Sonstige       | 348.787 |
|             | Gesamt         | 483.885 |

| Niederlande | Modellreihe    | Anzahl  |
| ----------- | -------------- | ------- |
| 1           | VW Golf        | 16.346  |
| 2           | Peugeot 307    | 15.491  |
| 3           | Opel Astra     | 14.516  |
| 4           | Ford Focus     | 12.662  |
| 5           | Renault Scénic | 12.494  |
| 6           | Peugeot 206    | 11.370  |
| 7           | Volvo S40/V50  | 9.488   |
| 8           | Peugeot 407    | 9.482   |
| 9           | Opel Corsa     | 8.759   |
| 10          | Renault Mégane | 8.358   |
|             | Sonstige       | 346.186 |
|             | Gesamt         | 465.152 |

| Niederlande | Modellreihe    | Anzahl  |
| ----------- | -------------- | ------- |
| 1           | VW Golf        | 13.790  |
| 2           | Opel Astra     | 13.350  |
| 3           | Peugeot 307    | 11.806  |
| 4           | Ford Focus     | 11.716  |
| 5           | VW Passat      | 10.754  |
| 6           | Renault Scénic | 10.673  |
| 7           | Opel Zafira    | 9.319   |
| 8           | Toyota Yaris   | 8.846   |
| 9           | Opel Corsa     | 8.837   |
| 10          | Renault Clio   | 8.649   |
|             | Sonstige       | 376.259 |
|             | Gesamt         | 483.999 |

| Niederlande | Modellreihe | Anzahl  |
| ----------- | ----------- | ------- |
| 1           | VW Polo     | 18.681  |
| 2           | Peugeot 107 | 17.912  |
| 3           | Toyota Aygo | 15.001  |
| 4           | VW Golf     | 13.278  |
| 5           | Ford Fiesta | 11.752  |
| 6           | Citroën C1  | 11.540  |
| 7           | Opel Corsa  | 11.117  |
| 8           | Ford Ka     | 10.578  |
| 9           | Fiat Panda  | 10.458  |
| 10          | Suzuki Alto | 9.749   |
|             | Sonstige    | 353.102 |
|             | Gesamt      | 483.168 |

| Niederlande | Modellreihe    | Anzahl  |
| ----------- | -------------- | ------- |
| 1           | VW Polo        | 24.855  |
| 2           | Renault Twingo | 21.439  |
| 3           | Peugeot 107    | 20.899  |
| 4           | Toyota Aygo    | 15.169  |
| 5           | Opel Corsa     | 13.620  |
| 6           | Seat Ibiza     | 13.338  |
| 7           | VW Golf        | 12.782  |
| 8           | Ford Fiesta    | 12.274  |
| 9           | Opel Astra     | 11.330  |
| 10          | Citroën C1     | 11.013  |
|             | Sonstige       | 399.201 |
|             | Gesamt         | 555.920 |

| Niederlande | Modellreihe    | Anzahl  |
| ----------- | -------------- | ------- |
| 1           | Renault Mégane | 21.423  |
| 2           | VW Polo        | 18.785  |
| 3           | Peugeot 107    | 15.765  |
| 4           | VW up!         | 12.747  |
| 5           | Renault Twingo | 12.170  |
| 6           | Ford Focus     | 11.762  |
| 7           | Kia Picanto    | 11.365  |
| 8           | Ford Fiesta    | 10.336  |
| 9           | Toyota Yaris   | 10.150  |
| 10          | Citroën C1     | 9.787   |
|             | Sonstige       | 368.254 |
|             | Gesamt         | 502.544 |

| Niederlande | Modellreihe    | Anzahl  |
| ----------- | -------------- | ------- |
| 1           | VW up!         | 16.187  |
| 2           | VW Golf        | 14.521  |
| 3           | Ford Focus     | 13.373  |
| 4           | Renault Mégane | 12.538  |
| 5           | Volvo V40      | 12.300  |
| 6           | Renault Clio   | 12.152  |
| 7           | Kia Picanto    | 10.764  |
| 8           | Peugeot 107    | 10.011  |
| 9           | VW Polo        | 9.749   |
| 10          | Peugeot 208    | 9.431   |
|             | Sonstige       | 296.010 |
|             | Gesamt         | 417.036 |

| Niederlande | Modellreihe    | Anzahl  |
| ----------- | -------------- | ------- |
| 1           | VW Golf        | 16.397  |
| 2           | Renault Clio   | 14.684  |
| 3           | Peugeot 308    | 14.360  |
| 4           | Škoda Octavia  | 13.919  |
| 5           | Volvo V40      | 10.985  |
| 6           | VW up!         | 10.698  |
| 7           | VW Polo        | 9.068   |
| 8           | Kia Picanto    | 8.872   |
| 9           | Ford Fiesta    | 8.632   |
| 10          | Renault Captur | 8.296   |
|             | Sonstige       | 271.924 |
|             | Gesamt         | 387.835 |